# Borghetto d'Arroscia
Borghetto d'Arroscia (O Borghetto d'Areuscia in ligure, Burghettu nella variante locale) è un comune italiano di 388 abitanti della provincia di Imperia in Liguria.

## Geografia fisica
Il territorio borghettino è situato nel fondovalle del torrente Arroscia, a monte della confluenza del rio Calabria con il torrente principale. Tra le vette del territorio il monte Bello (1315 m), il monte Cucco (1144 m), il monte Boschetto (831 m), il monte Sprandega (791 m) e il monte Riondo (776 m).

## Storia

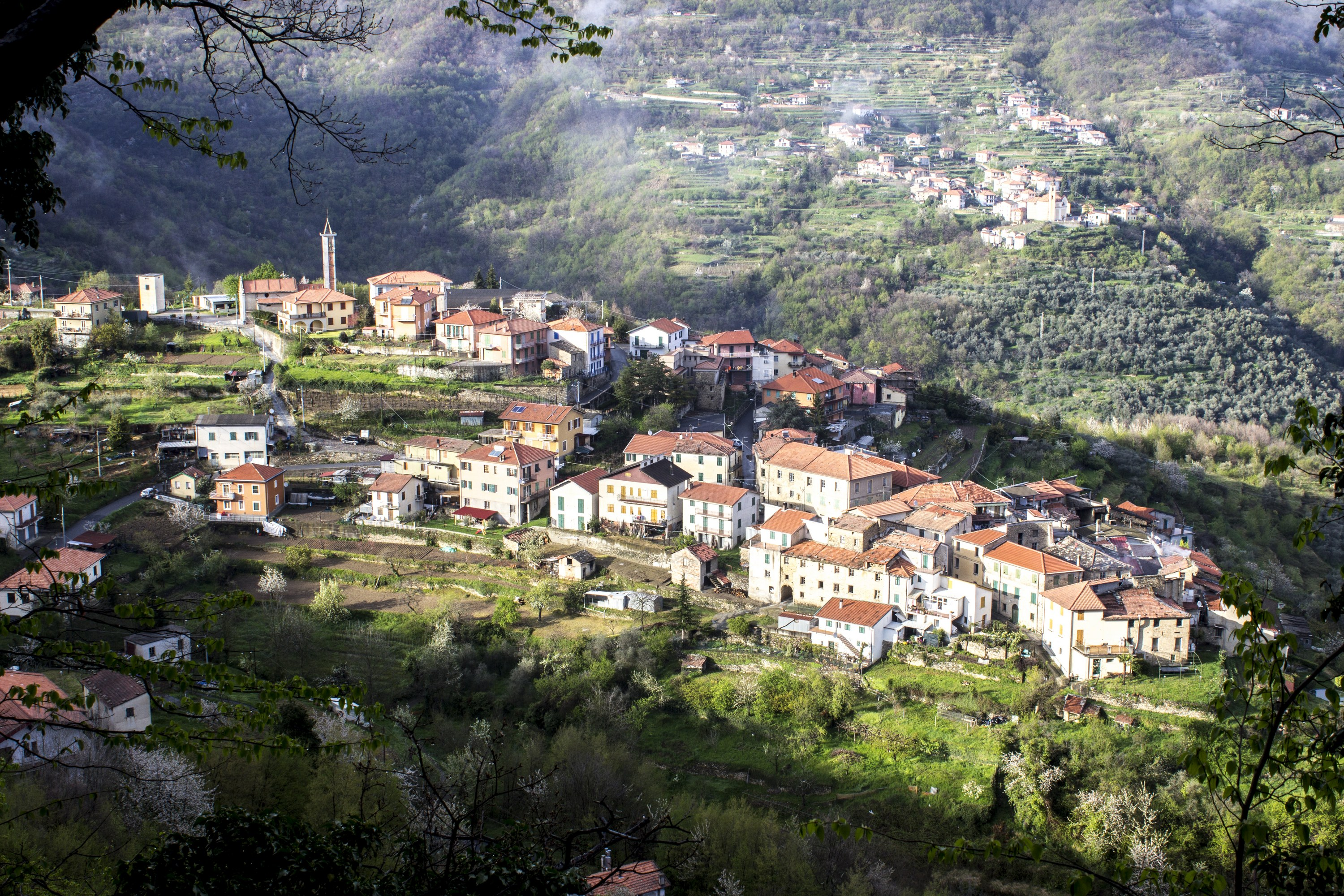
Panorama della frazione di Leverone

L'attestazione del toponimo è datata al 1496 e cioè quando compare per la prima volta in un atto la dicitura latina ecclesia Sanct Marci de Burghetto.
Alla caduta dell'Impero romano d'Occidente (476) anche il territorio di Borghetto fu interessato dalle invasioni barbariche, a cui seguirono le dominazioni da parte dei Longobardi - nel 643 - e dei Franchi fino all'888. Nel periodo carolingio entrò assieme ad altri paesi del fondovalle fra i possedimenti del Contado di Albenga e, successivamente, nella Marca Arduinica sotto giurisdizione dello stesso comitato albenganese.
La fondazione di un primo insediamento stabile avvenne probabilmente in epoca alto medievale grazie allo spostamento di buona parte di quella popolazione che, in origine dimorante sulla costa, preferì stanziarsi in questa parte del territorio della media valle Arroscia e che poté sfruttare la nuova forza lavoro legato alla presenza lungo il torrente di un buon numero di mulini, officine e ferriere, oltreché lo sfruttamento agricolo e di raccolta dei frutti.
Con la dissoluzione della marca il feudo di Borghetto fu sottoposto al controllo dei marchesi di Clavesana. Nel 1233 anche la popolazione borghettina partecipò assieme ad altri borghi della valle Arroscia alla fondazione di Pieve di Teco. A partire dal 1522 la Repubblica di Genova acquisì definitivamente il feudo di Borghetto che fu sottoposto alla giurisdizione del capitaneato di Pieve di Teco, seguendone quindi le sorti genovesi sino alla dominazione napoleonica di fine XVIII secolo.
Con la dominazione francese il territorio borghettino rientrò dal 2 dicembre 1797 all'interno della Repubblica Ligure. Dal 28 aprile del 1798 fece parte del VI cantone, con capoluogo Ranzo, della Giurisdizione di Centa e dal 1803 centro principale del III cantone di Pieve nella Giurisdizione degli Ulivi. Annesso al Primo Impero francese dal 13 giugno 1805 al 1814 venne inserito nel Dipartimento di Montenotte.
Nel 1815 il territorio fu inglobato nel Regno di Sardegna, così come stabilì il Congresso di Vienna del 1814, e successivamente nel Regno d'Italia dal 1861. Dal 1859 al 1926 il territorio fu compreso nel V mandamento di Pieve di Teco del circondario di Porto Maurizio facente parte della provincia di Porto Maurizio (poi provincia di Imperia, dal 1923). Aggregato nel 1877 l'ex territorio comunale di Ubaga, nel 1928 gli furono aggregate le soppresse municipalità di Ranzo e Aquila d'Arroscia, poi ricostituiti nel 1947.
Durante le fasi cruciali della seconda guerra mondiale vi fu un'intensa attività partigiana che operò assieme ad alcuni distaccamenti della I Brigata "Silvio Bonfante". Nel particolare fu il partigiano Rajmond Rossi ("Ramon") a far saltare nella notte del 6 ottobre 1944 il ponte di Borghetto allo scopo di interrompere i collegamenti stradali, in previsione di uno scontro che poi avvenne nei pressi di Vessalico, delle varie colonne di soldati tedeschi dimoranti nella valle.
Subisce gli ultimi aggiustamenti al territorio comunale nel 1949 quando gli fu aggiunta la frazione di Gavenola, distaccata da Aquila d'Arroscia, mentre al 1955 è datata l'ufficializzazione della dicitura di "Borghetto d'Arroscia".
Dal 1973 al 31 dicembre 2008 ha fatto parte della Comunità montana Alta Valle Arroscia e, con le nuove disposizioni della Legge Regionale n° 24 del 4 luglio 2008, fino al 2011 della Comunità montana dell'Olivo e Alta Valle Arroscia.

### Simboli
Stemma
Gonfalone
Lo stemma e il gonfalone sono stati concessi con decreto del presidente della Repubblica del 28 luglio 1955.

## Monumenti e luoghi d'interesse

### Architetture religiose

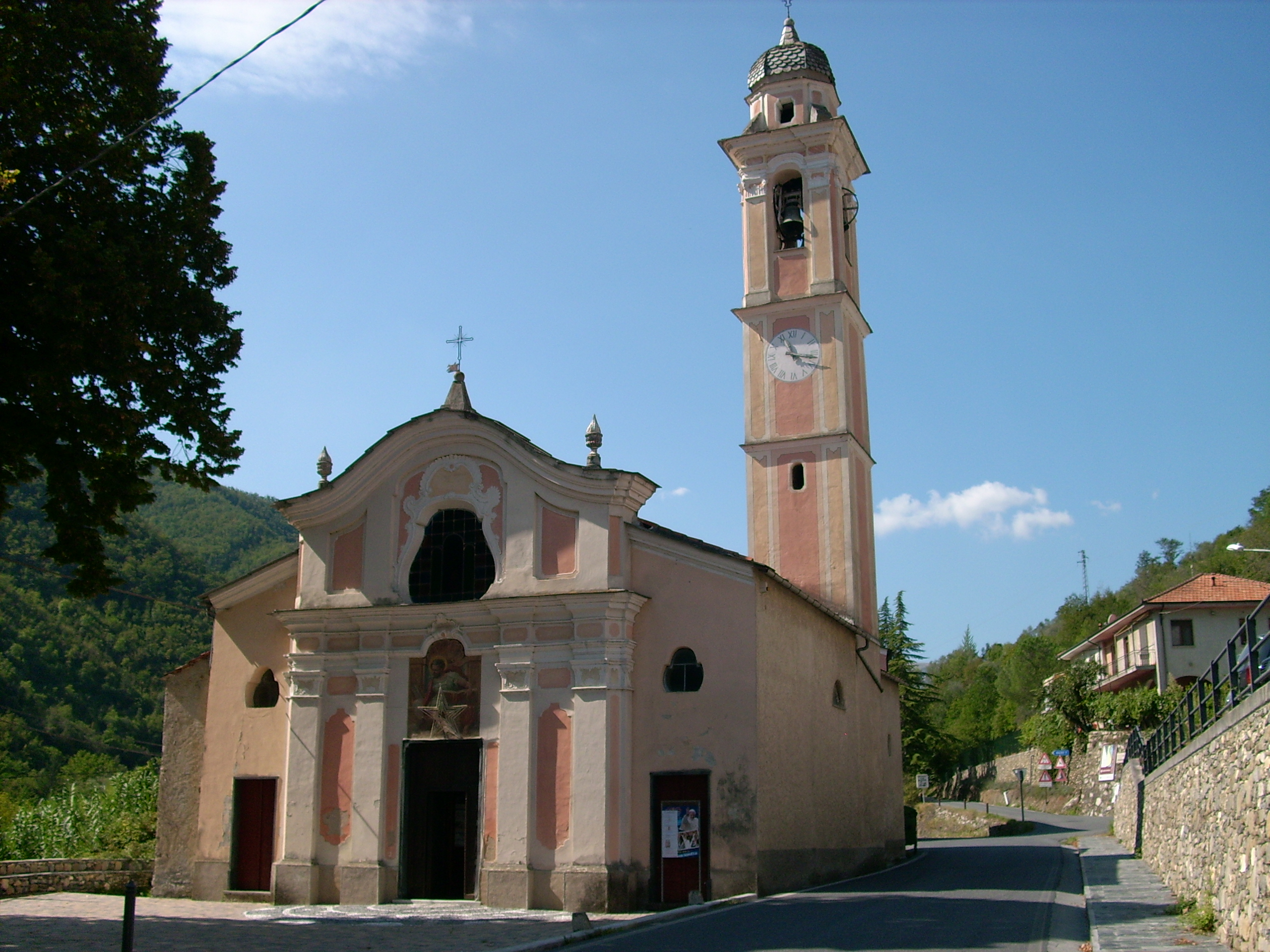
La chiesa parrocchiale di San Marco Evangelista

- Chiesa parrocchiale di San Marco Evangelista nel capoluogo. L'attuale rivisitazione in stile barocco è databile al XVII secolo, così come l'attiguo campanile. Al suo interno il fonte battesimale, in pietra nera lavorata, è poggiato su una colonna.
- Oratorio della parrocchiale di San Marco Evangelista, a fianco della stessa.
- Chiesa di San Bernardino da Siena nella frazione di Gazzo.
- Cappella di Sant'Appollonia nella frazione di Gazzo.
- Chiesa parrocchiale di San Colombano nella frazione di Gavenola. Gavenola, feudo e comune fino al 1804, inserito nel feudo imperiale di Zuccarello[15], venne dapprima aggregato ad Aquila d'Arroscia e poi dal 1949 a Borghetto d'Arroscia[16]. Elevata a parrocchia nel 1572, mentre dapprima dipese dalla parrocchiale di Santa Reparata di Aquila d'Arroscia, già dipendente fin dal medioevo dalla matrice della chiesa dell'antico borgo fortificato di Pogli (Pulium), fondato da Albenga per il controllo della valle d'Arroscia, ed oggi nel comune di Ortovero. L'attuale edificio venne ricostruito verso la fine del XVIII secolo grazie al generoso contributo di Francesco Vannenes.
- Santuario dei Santi Cosma e Damiano lungo la provinciale per Vessalico. Costruito nel XIX secolo su un pilone preesistente del XVII secolo presso Gavenola, si trova sull'omonimo colle a 1069 m s.l.m.
- Chiesa parrocchiale di San Bernardo nella frazione di Leverone.
- Chiesa parrocchiale di Sant'Antonio abate nella frazione di Ubaga. Al suo interno è custodito un polittico di Pietro Guido datato al 1537 e un fonte battesimale in pietra del 1504.
- Chiesa di San Lorenzo nella frazione di Ubaghetta.
- Chiesa di San Giovanni Battista nella frazione di Montecalvo.
- Chiesetta di San Cosimo.

### Architetture civili e militari
- Ponte d'epoca romana presso il torrente Arroscia.
- Torre quadrangolare con compito di vedetta, in località Ubaga, dove ne restano le rovine.

## Società

### Evoluzione demografica
Abitanti censiti

### Etnie e minoranze straniere
Secondo i dati Istat al 31 dicembre 2019, i cittadini stranieri residenti ad Borghetto d'Arroscia sono 42.

## Geografia antropica
Il territorio comunale è costituito, oltre il capoluogo, dalle frazioni di Gavenola, Gazzo, Leverone, Montecalvo, Ubaga e Ubaghetta per una superficie territoriale di 25,94 km².
Confina a nord con i comuni di Caprauna (CN), a sud con Casanova Lerrone (SV), ad ovest con Pieve di Teco e Vessalico e ad est con Aquila d'Arroscia e Ranzo.

## Economia
Si basa principalmente sull'attività agricola. Nel territorio viene inoltre coltivato l'ulivo della varietà taggiasca e la vite. Si effettua anche la raccolta del sottobosco, specie i funghi e le castagne, oltre la produzione di legname e l'allevamento bovino.

## Infrastrutture e trasporti

### Strade
Il territorio di Borghetto d'Arroscia è attraversato principalmente dalla strada statale 453 della Valle Arroscia che gli permette il collegamento stradale con Ranzo, ad est, e con Vessalico ad ovest. Nel 2001 è stata inaugurata la variante all'abitato, realizzata con la costruzione di due viadotti sul torrente Arroscia (150 m ciascuno) e di due gallerie (rispettivamente 350 m e 850 m).

## Amministrazione

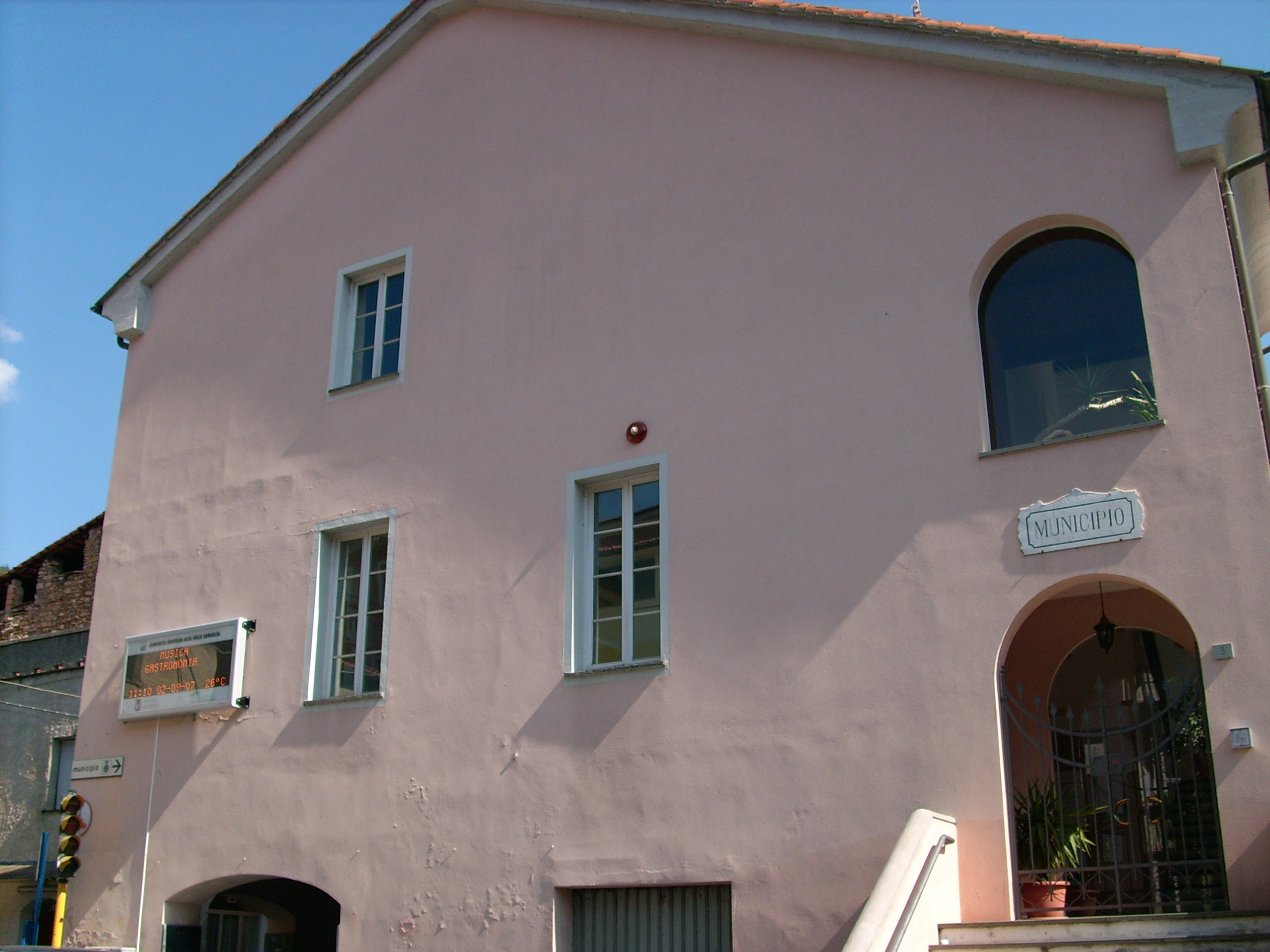
Il municipio

| Periodo          | Periodo          | Primo cittadino        | Partito                            | Carica         | Note   |
| ---------------- | ---------------- | ---------------------- | ---------------------------------- | -------------- | ------ |
| 1945             | 1946             | Mario Bruna            |                                    | Sindaco        |        |
| 1946             | 1947             | Ferdinando Casa        |                                    | Sindaco        |        |
| 1947             | 1947             | Silvio Cepollini       |                                    | Comm. straord. |        |
| 1947             | 1949             | Silvio Cepollini       |                                    | Sindaco        |        |
| 1949             | 1954             | Gio Batta Baldoino     |                                    | Sindaco        |        |
| 1954             | 1958             | Filiberto Massone      |                                    | Sindaco        |        |
| 1958             | 1962             | Innocenzo Pesce        |                                    | Sindaco        |        |
| 1962             | 1978             | Pier Giorgio Lucifredi |                                    | Sindaco        |        |
| 1978             | 1979             | Ottavio Cepollini      |                                    | Sindaco        |        |
| 1979             | 1979             | Reuccio Rainaldi       |                                    | Sindaco        |        |
| 1979             | 1988             | Nicolò Elena           | Democrazia Cristiana               | Sindaco        |        |
| 18 luglio 1988   | 21 dicembre 1991 | Nicolò Elena           | lista civica                       | Sindaco        | [ 20 ] |
| 21 dicembre 1991 | 7 giugno 1993    | Mauro Ferrari          | Democrazia Cristiana               | Sindaco        |        |
| 8 giugno 1993    | 28 aprile 1997   | Mauro Ferrari          | Democrazia Cristiana               | Sindaco        |        |
| 28 aprile 1997   | 14 maggio 2001   | Mauro Ferrari          | lista civica                       | Sindaco        |        |
| 14 maggio 2001   | 30 maggio 2006   | Paolo Ronco            | lista civica                       | Sindaco        |        |
| 30 maggio 2006   | 16 maggio 2011   | Paolo Ronco            | lista civica                       | Sindaco        |        |
| 16 maggio 2011   | 6 giugno 2016    | Augusto Forno          | Per Borghetto (lista civica)       | Sindaco        |        |
| 6 giugno 2016    | 4 ottobre 2021   | Luca Ronco             | Rinnovare Borghetto (lista civica) | Sindaco        | [ 21 ] |
| 4 ottobre 2021   | in carica        | Angela Denegri         | Uniti per Borghetto (lista civica) | Sindaco        |        |

### Altre informazioni amministrative
Borghetto d'Arroscia fa parte dell'Unione dei comuni dell'Alta Valle Arroscia.